# Martin Koekelkoren
Johannes Maria Martinus (Martin) Koekelkoren (Valkenburg 21 april 1921 - Maastricht, 9 april 1998) was een Nederlandse dirigent. Hij was van 11 september 1947 tot 1 januari 1977 dirigent van de Koninklijke Zangvereniging Mastreechter Staar.
Koekelkoren's muzikale loopbaan begon al op 7-jarige leeftijd, toen hij klarinet leerde spelen bij de Kurkapel in zijn geboorteplaats Valkenburg. Later speelde hij bij dit harmonieorkest soloklarinet. Op 16-jarige leeftijd ging naar het Stedelijk Muzieklyceum te Maastricht, later Conservatorium Maastricht genoemd. Zijn hoofdvakken waren piano, orgel, klarinet en koor- en orkestdirectie. Hierna studeerde hij enkele jaren aan het Amsterdamsch Conservatorium. Door de oorlogsomstandigheden was hij gedwongen die studie af te breken.
Van 1953 tot 1986 was Koekelkoren als docent verbonden aan het Maastrichts conservatorium, waar hij de opleiding van nieuwe blaasmuziekdirigenten onder zijn hoede had. In 1956 werd hij voorzitter van de docentenvereniging van het Maastrichts conservatorium. Verder gaf hij les aan aan de Toneelacademie Maastricht en de muziekschool in Hoensbroek. Hij gaf ook les in koorzang aan de kweekschool in Heerlen. Koekelkoren was lid van diverse examen- en muziekcommissies en was een bekend jurylid bij instrumentale en vocale concoursen in binnen- en buitenland.
Van 1948 tot 1965 was hij dirigent van het harmonieorkest van de voormalige Staatsmijn Wilhelmina. Andere orkesten waaraan hij korte of lange tijd als dirigent verbonden was waren: Kurkapel Valkenburg, Harmonie Walram Valkenburg, Harmonie Heer Vooruit, Koninklijke Harmonie van Maastricht 1825 en Fanfare Sint-Joezep Maastricht.
Daarnaast was Koekelkoren een bekwaam koordirigent. Zijn grootste bekendheid genoot hij als dirigent van de Mastreechter Staar (1947-1977). Mede door zijn inzet verkreeg het koor wereldwijde bekendheid, onder andere door tournees naar Parijs, Wenen, Barcelona, Londen en Canada. In 1982 werd hij benoemd tot buitengewoon erelid voor zijn verdiensten voor het koor.
Koekelkoren ontving talrijke onderscheidingen. In 1959 werd hij in Parijs door de Académie française onderscheiden met de eremedaille in zilver ("arts, sciences et lettres") voor zijn bevordering van de Franse muziek. Hij was ridder in de Orde van Oranje-Nassau en ridder in de Belgische Orde van Leopold. Verder ontving hij tijdens tournees van de Mastreechter Staar verschillende medailles van Europese steden. Koekelkoren was erelid van de Koninklijke Harmonie Sainte Cécile Eijsden, eredirigent van het harmonie-orkest van de Staatsmijn Emma en het DSM Korps, en buitengewoon erelid van de Koninklijke Harmonie Heer Vooruit.
De laatste jaren van zijn leven hield Koekelkoren zich bezig met het schrijven van arrangementen voor blaasorkesten en koren. Hij woonde in Maastricht-Amby, waar hij overleed na een korte maar hevige ziekte. Zijn uitvaart werd opgeluisterd door de Mastreechter Staar.
- International Standard Name Identifier: 0000 0004 6354 9682
- MusicBrainz: 4321fb9d-80b5-41a0-9f41-e082c49959d1
- Virtual International Authority File: 282096405